# خان‌بلان
خان‌بلان 

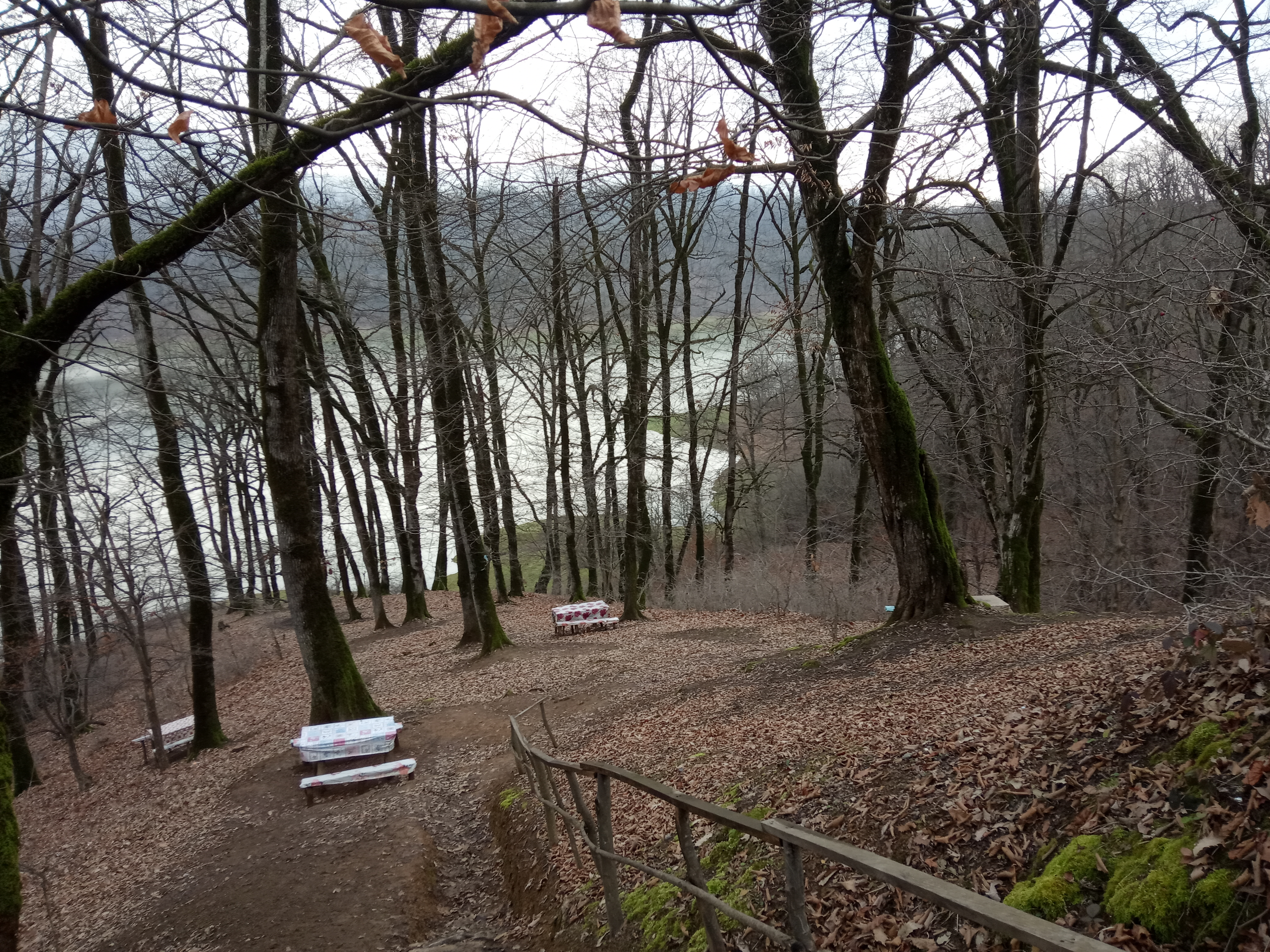
جنگل خان‌بلان

(به تالشی: Xanbılon) (به ترکی آذربایجانی: Xanbulan) یک منطقه مسکونی در جمهوری آذربایجان است که در شهرستان لنکران واقع شده‌است. خان‌بلان ۱۴۴۱ نفر جمعیت دارد.

## تاریخچه
در گذشته این منطقه با نام بلوک خانبلی نیز شناخته می‌شد.